# فهرست وابسته‌های دیپلماتیک بورکینافاسو

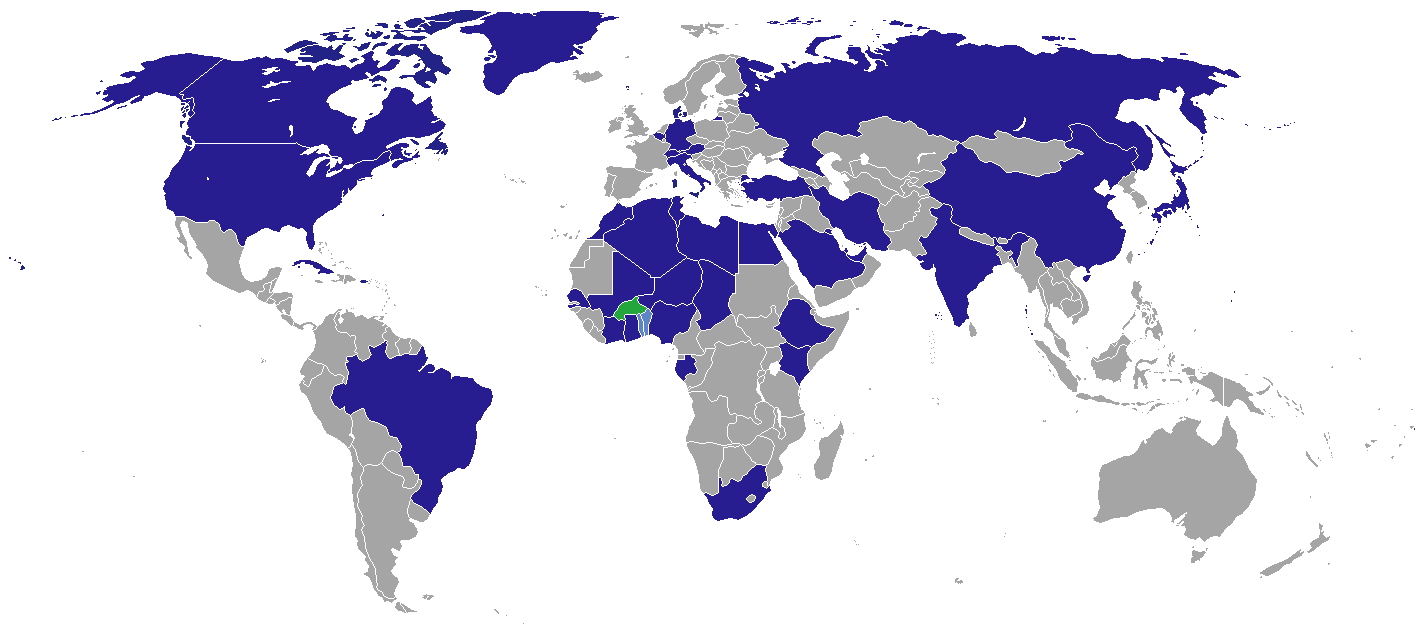
کشورهای دربردارنده سفارتخانه بورکینافاسو

فهرست سفارت‌های بورکینافاسو، فهرستی از مراکز سفارتخانه و کنسولگری کشور بورکینافاسو در سراسر جهان است.
بورکینافاسو کشوری محصور در خشکی در غرب آفریقا است. پایتخت آن اوآگادوگو است. نام قدیم این کشور ولتای علیا بود.
این کشور در ۵ اوت ۱۹۶۰ از فرانسه مستقل شد. بورکینافاسو دارای روابط نسبتاً محدودی در جهان است.

## آسیا

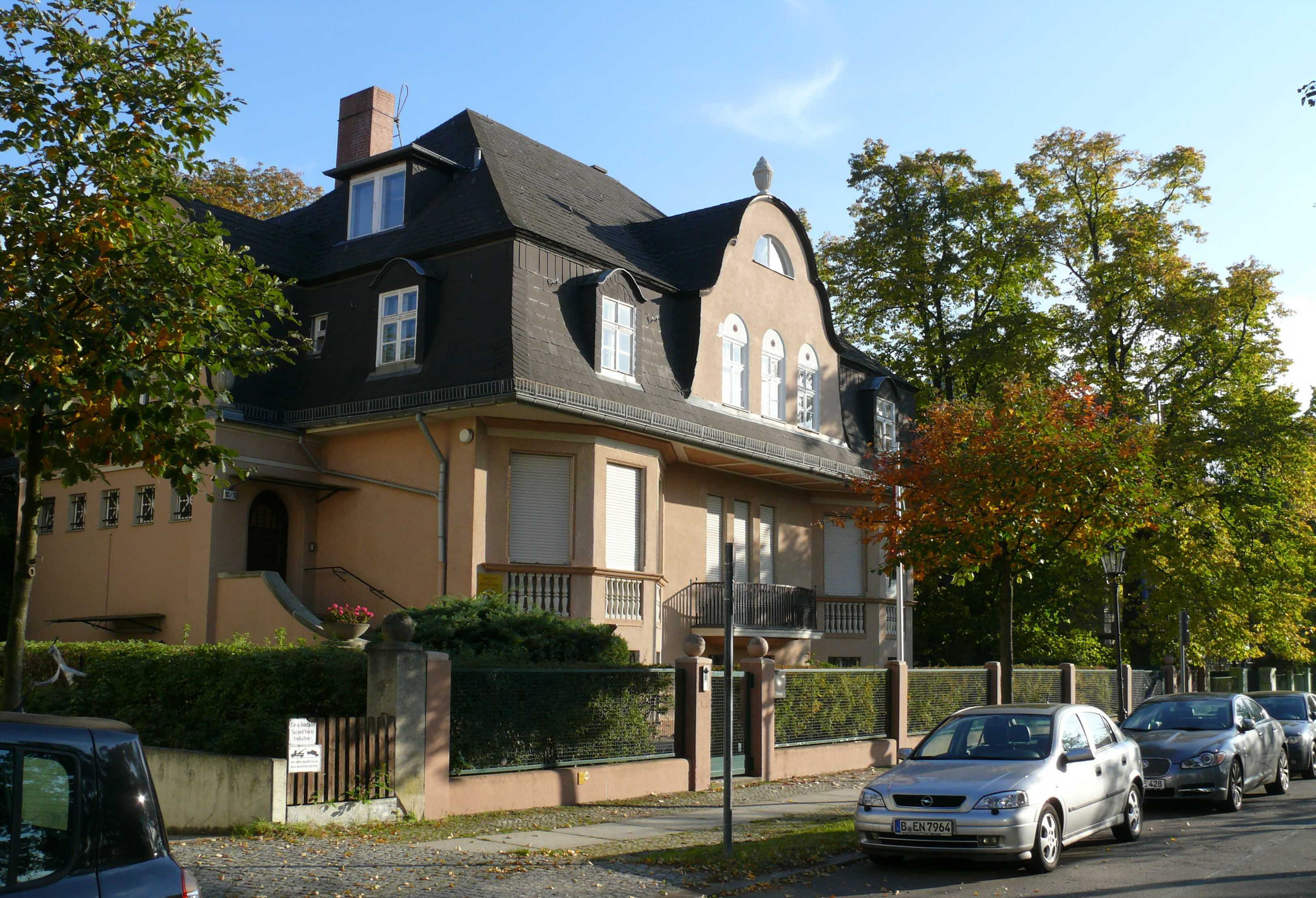
سفارتخانه بورکینافاسو در برلین

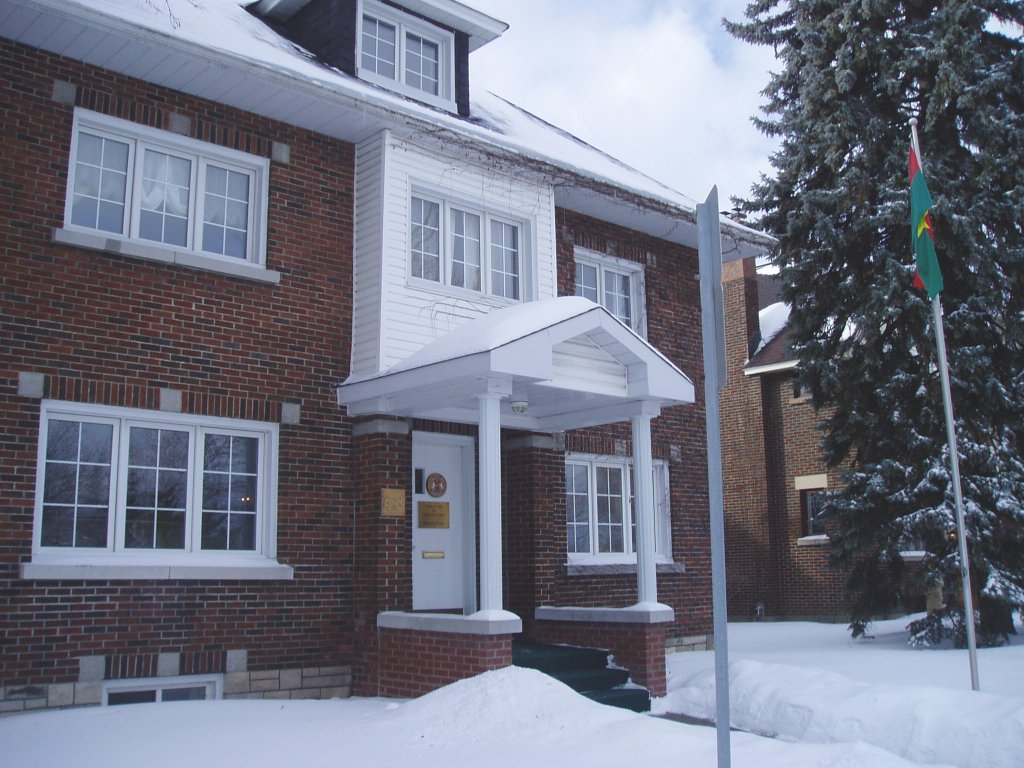
سفارتخانه بورکینافاسو در اتاوا

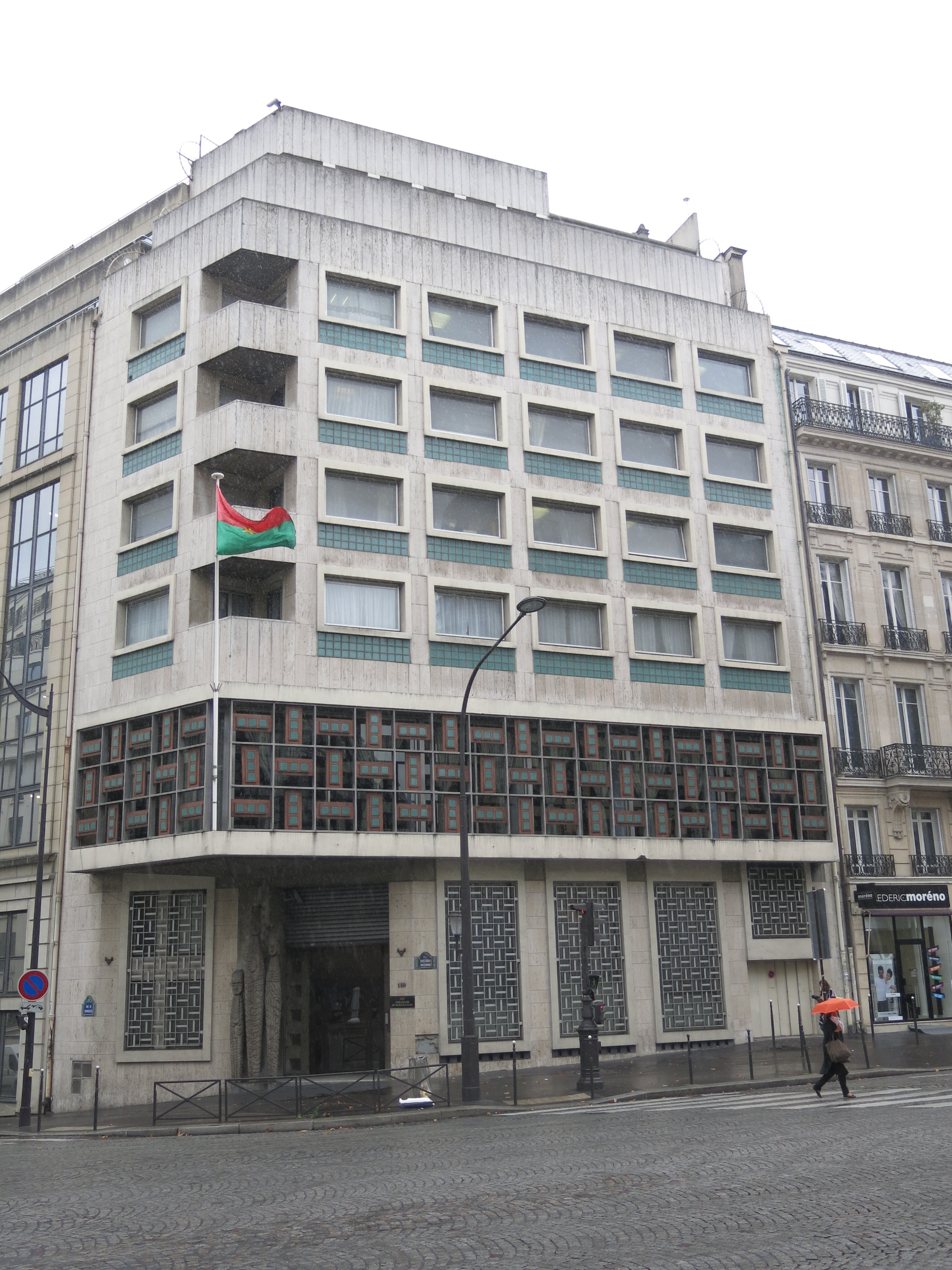
سفارتخانه بورکینافاسو در پاریس

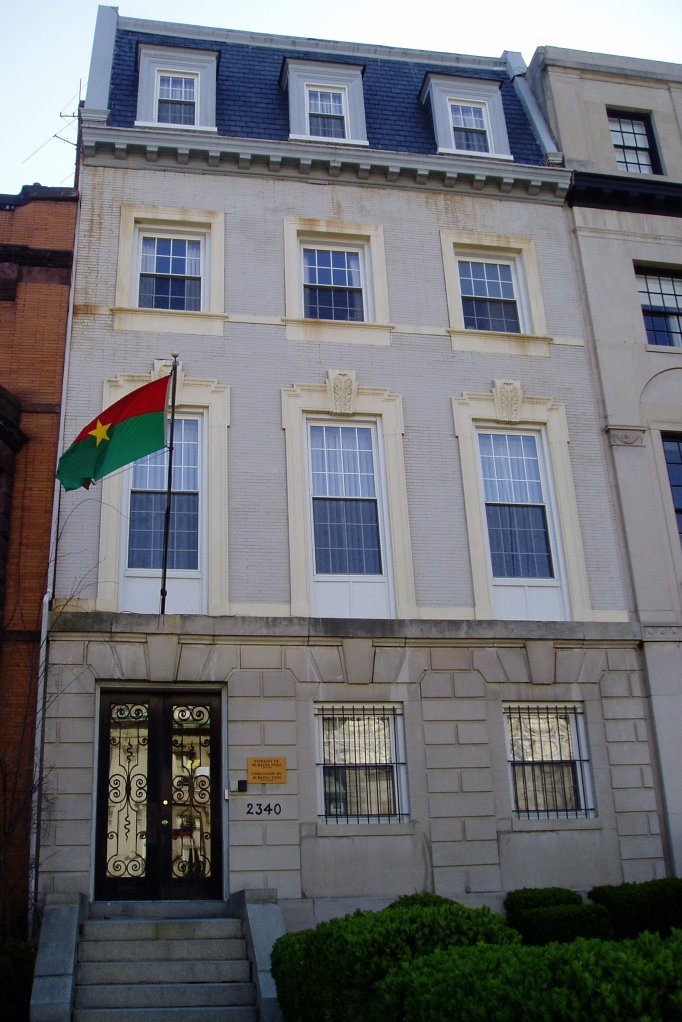
سفارتخانه بورکینافاسو در واشنگتن دی سی

- هند
  - دهلی نو (سفارت)
- ژاپن
  - توکیو (سفارت)
- ایران
  - تهران (سفارت)
- عربستان سعودی
  - ریاض (سفارت)
  - جده (سرکنسولگری)
- تایوان (تایوان)
  - تایپه (سفارت)
- ترکیه
  - آنکارا (سفارت)

## آفریقا
- الجزایر
  - الجزیره (سفارت)
- ساحل عاج
  - ابیجان (سفارت)
  - بواکه (سرکنسولگری)
- مصر
  - قاهره (سفارت)
- اتیوپی
  - آدیس آبابا (سفارت)
- غنا
  - آکرا (سفارت)
  - کوماسی (سرکنسولگری)
- لیبی
  - طرابلس (سفارت)
- مالی
  - باماکو (سفارت)
- مراکش
  - رباط (سفارت)
- نیجر
  - نیامی (سرکنسولگری)
- نیجریه
  - ابوجا (سفارت)
- سنگال
  - داکار (سفارت)
- آفریقای جنوبی
  - پرتوریا (سفارت)
- تونس
  - تونس (سفارت)

## آمریکا
- برزیل
  - برازیلیا (سفارت)
- کانادا
  - اتاوا (سفارت)
- کوبا
  - هاوانا (سفارت)
- ایالات متحده آمریکا
  - واشنگتن دی سی (سفارت)

## اروپا
- اتریش
  - وین (سفارت)
- بلژیک
  - بروکسل (سفارت)
- دانمارک
  - کپنهاگ (سفارت)
- فرانسه
  - پاریس (سفارت)
- آلمان
  - برلین (سفارت)
- سریر مقدس
  - رم (سفارت)
- ایتالیا
  - رم (سفارت)
- سوئیس
  - ژنو (سفارت)

## سازمان‌های چندجانبه
- آدیس آبابا (نمایندگی دائم به اتحادیه آفریقا)
- سازمان ملل متحد
  - ژنو (نمایندگی دائم به سازمان ملل متحد و دیگر سازمان‌های بین‌المللی)
  - نیویورک (نمایندگی دائم در سازمان ملل متحد)

## نمایندگی های دیپلماتیک غیر مقیم
نام شهرهای مقیم داخل پرانتز است
- آرژانتین (برازیلیا)
- استرالیا (توکیو)
- افغانستان (ریاض)
- بنگلادش (دهلی نو)
- شیلی (برازیلیا)
- کاستاریکا (هاوانا)
- امارات متحده عربی (ریاض)
- استونی (برلین)
- گینه (ابیجان)
- اندونزی (دهلی نو)
- ایران (ریاض)
- کلمبیا (برازیلیا)
- لیختن‌اشتاین (ژنو)
- مالدیو (دهلی نو)
- کره شمالی (پکن)
- نیوزیلند (توکیو)
- پاکستان (ریاض)
- سیرالئون (آبیجان)
- کره جنوبی (توکیو)
- توگو (آکرا)
- ترکمنستان (مسکو)
- تاجیکستان (مسکو)
- تایوان (توکیو)
- ازبکستان (مسکو)
- اوگاندا (آدیس آبابا)